# 栗色车前蕨
栗色车前蕨（学名：Antrophyum castaneum）为车前蕨科车前蕨属下的一个种。

## 扩展阅读
- 維基物種上的相關：栗色车前蕨